# Kang Keon-Wook
Kang Keon-Wook, född den 21 maj 1971, är en sydkoreansk landhockeyspelare.
Han tog OS-silver i herrarnas landhockeyturnering i samband med de olympiska landhockeytävlingarna 2000 i Sydney.